# Conde de Podentes
Conde de Podentes é um título nobiliárquico criado por D. Luís I de Portugal, por Decreto de 24 de Novembro de 1865, em favor de Jerónimo Dias de Azevedo Vasques de Almeida e Vasconcelos, antes 1.º Visconde de Podentes.
Titulares
1. Jerónimo Dias de Azevedo Vasques de Almeida e Vasconcelos, 1.º Visconde e 1.º Conde de Podentes.